# Dumbrava, Dâmbovița
Dumbrava este un sat în comuna Ulmi din județul Dâmbovița, Muntenia, România.